# Curtis Armstrong

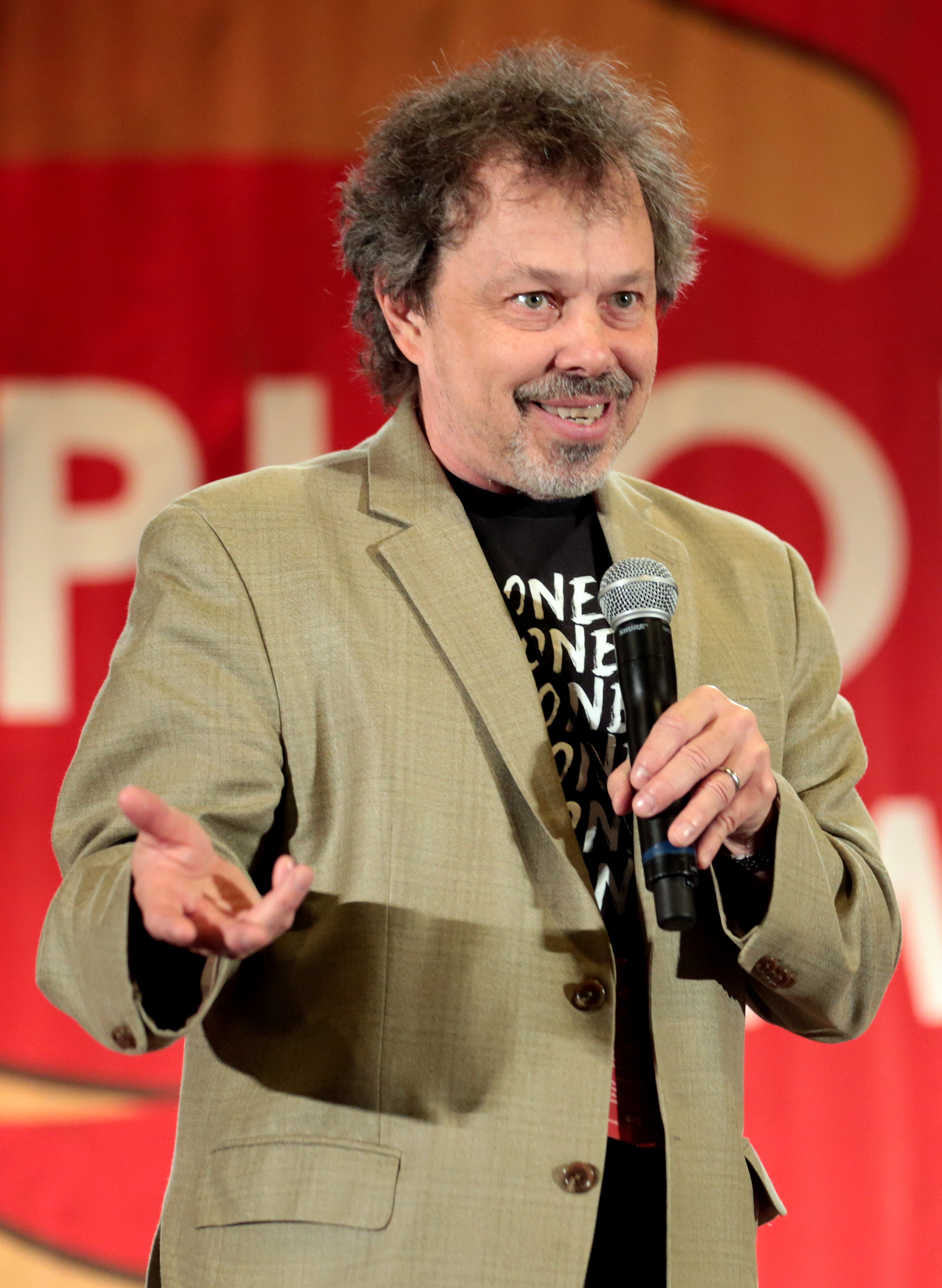
Curtis Armstrong (2017)

Curtis Armstrong (* 27. November 1953 in Detroit, Michigan) ist ein US-amerikanischer Schauspieler.

## Leben
Armstrong wurde als Sohn von Norma E. D’Amico, und Robert Leroy Armstrong in Detroit geboren. Nach seinem Schulabschluss an der Berkley High School in Berkley, Michigan, studierte er an der Oakland University, wo er von 1973 bis 1975 seinen Abschluss in Schauspiel an der Academy of Dramatic Arts machte. Bevor er nach New York zog, um in mehreren Off-Broadway-Stücken zu spielen, hatte Armstrong bereits seine erste Rolle als Puck in einer Theateraufführung von Ein Sommernachtstraum.
Nachdem er an der Seite von Tom Cruise in Lockere Geschäfte seinen ersten Filmauftritt hatte, war es vor allen Dingen seine Rolle des Dudley „Popel“ Duddelsack (Original: Dudley „Booger“ Dawson) in Die Rache der Eierköpfe, für die er in den folgenden Jahren bekannt wurde. Nicht nur, dass er selbst in den Medien häufig Booger genannt wurde, seine Interpretation der Figur war so prägend, dass er in den Folgejahren in Filmen wie Lanny dreht auf, Ein ganz verrückter Sommer, Die Supertrottel und Die Uni meiner Träume immer wieder für ähnliche Rollen besetzt wurde. Die Rolle des „Snot“ in der US-amerikanischen Zeichentrickserie American Dad ist als Reminiszenz an Booger angelegt und wird auch von Curtis Armstrong selbst gesprochen. In der Fernsehserie Rules of Engagement spielte sich 2011 Curtis Armstrong selbst und meinte, dass er zwar viel Spott habe ertragen müssen, aber rückblickend auch stolz darauf sein könne, was er mit dieser Rolle geleistet habe.
Curtis Armstrong ist mit der Produzentin und Drehbuchautorin Elaine Aronson verheiratet und hat mit ihr eine gemeinsame Tochter.

## Filmografie (Auswahl)

### Filme
- 1983: Lockere Geschäfte (Risky Business)
- 1984: Die Rache der Eierköpfe (Revenge of the Nerds)
- 1985: Die Weißkittel – Dümmer als der Arzt erlaubt (Bad Medicine)
- 1985: Lanny dreht auf (Better Off Dead)
- 1986: Ayla und der Clan des Bären (The Clan of the Cave Bear)
- 1986: Ein ganz verrückter Sommer (One Crazy Summer)
- 1987: Die Supertrottel (Revenge of the Nerds II: Nerds in Paradise)
- 1989: Die Uni meiner Träume (How I Got Into College)
- 1991: Der Fiesling (Hi Honey – I’m Dead)
- 1992: Operation Kleinhirn (Revenge of the Nerds III: The Next Generation)
- 1993: Die Abenteuer von Huck Finn (The Adventures of Huck Finn)
- 1994: Chaos Kings (Revenge of the Nerds IV: Nerds in Love)
- 1996: Agent 00 – Mit der Lizenz zum Totlachen (Spy Hard)
- 1996: Mein liebster Feind (Big Bully)
- 1996: Versprochen ist versprochen (Jingle All the Way)
- 1997: L.A. Johns – Scharfe Kurven, heiße Typen (L.A. Johns)
- 1998: Safety Patrol! – Mit Sicherheit ins Chaos (Safety Patrol)
- 2002: Party Animals – Wilder geht’s nicht! (National Lampoon’s Van Wilder)
- 2003: Auf den Spuren von Batman (Return to the Batcave: The Misadventures of Adam and Burt)
- 2004: Ray
- 2004: Voll auf die Nüsse (Dodgeball: A True Underdog Story)
- 2005: Der Herr des Hauses (Man of the House)
- 2006: Akeelah ist die Größte (Akeelah and the Bee)
- 2006: Southland Tales
- 2007: Smokin’ Aces
- 2008: Natürlich blond 3 – Jetzt geht’s doppelt weiter (Legally Blondes)
- 2009: American Pie präsentiert: Das Buch der Liebe (American Pie Presents: The Book of Love)
- 2009: Hit List
- 2011: Beethovens abenteuerliche Weihnachten (Beethoven’s Christmas Adventure)
- 2011: Flypaper – Wer überfällt hier wen? (Flypaper)
- 2012: Route 30, Too!
- 2014: Planes 2 – Immer im Einsatz (Planes: Fire & Rescue, Stimme)
- 2019: Malibu Rescue
- 2020: Malibu Rescue: Die nächste Welle (Malibu Rescue: The Next Wave)

### Fernsehserien
- 1986–1989: Das Model und der Schnüffler (Moonlighting) (36 Episoden)
- 1992: Parker Lewis – Der Coole von der Schule (Parker Lewis Can’t Lose) (eine Episode)
- 1993–1997: Eek! The Cat (sieben Episoden)
- 1995: Diagnose: Mord (Diagnosis Murder) (eine Episode)
- 1995: Superman – Die Abenteuer von Lois & Clark (Lois & Clark: The New Adventures of Superman) (eine Episode)
- 1999: Felicity (3 Episoden)
- 1999: Hinterm Mond gleich links (3rd Rock from the Sun)
- seit 2005: American Dad (American Dad!)
- 2005: Stroker & Hoop (Stroker and Hoop) (sechs Episoden)
- 2005: Grey’s Anatomy (Episode 2x10)
- 2005–2007: Kuzco’s Königsklasse (The Emperor’s New School) (40 Episoden)
- 2006: Boston Legal (fünf Episoden)
- 2009: My Name is Earl (eine Episode)
- 2009: Dr. House (House, zwei Episoden)
- 2010: CSI: Den Tätern auf der Spur (CSI: Crime Scene Investigation, Fernsehserie, Episode 10x16)
- 2010–2011 Blue Mountain State
- 2011–2013: Dan vs.
- 2011: Rules of Engagement (eine Episode)
- 2011: Shit! My Dad Says ($#*! My Dad Says, eine Episode)
- 2011: The Closer (5 Episoden)
- 2013–2016: Supernatural (15 Folgen)
- 2013–2018: New Girl
- 2019: Happy! (drei Episoden)
- 2019: Law & Order: Special Victims Unit (eine Episode)
- 2020: Stumptown (eine Episode)